# Jagadam
Jagadam (telugu: జగడం)  – indyjski film z 2007 roku wyreżyserowany przez Sukumara (Arya 2004). W rolach głównych Ram, Isha Sahani, Pradeep Rawat i Prakash Raj.

## Obsada
- Ram – Sreenu
- Isha Sahni – Subbalakshmi
- Pradeep Rawat – Manikyam
- Prakash Raj – oficer policji (gościnnie)
- A.S. Ravikumar Chowdary – Laddu
- Satya Prakash – Yadav

## Muzyka i piosenki
Autorem muzyki i 6 piosenek jest Devi Sri Prasad, autor muzyki do takich filmów jak Arya, Varsham, Nuvvostanante Nenoddantana, Bunny, Unnakum Ennakum, Bommarillu, Pournami, Aata, czy Maayavi.    .
- Violence is a Fashion – Devi Sri Prasad
- 5 Feet 8 Inches – Tippu & Priya
- 36-24-36 – Mamta Mohandas
- Everybody Rock Your Body – Ranjith
- Mu Mu Mudhante Chedha – Raquib Alam
- 36-24-36 (Remix) – Mamta Mohandas